# Рассвет (Токарёвский район)
Рассвет — деревня в Токарёвской районе Тамбовской области. Входит в состав городского поселения Токарёвский поселковый округ.

## История
В 1959 г. указом Президиума Верховного Совета РСФСР деревня Грязные Дворики переименована в Рассвет.

## Население
| 2010 |
| ---- |
| 12   |

Согласно результатам переписи 2002 года, в национальной структуре населения русские составляли 97 % из 30 жителей.